# 楚克群島

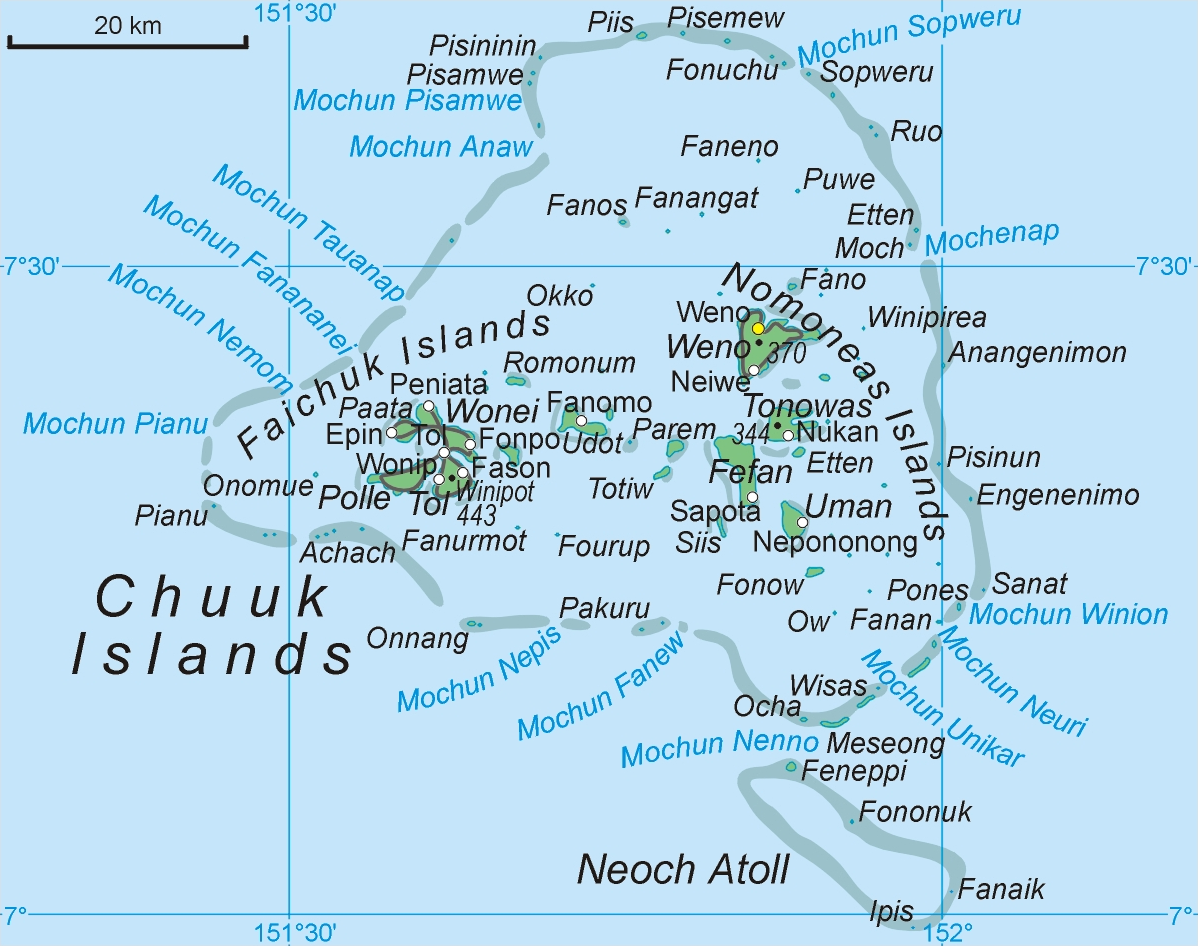
楚克群島地圖

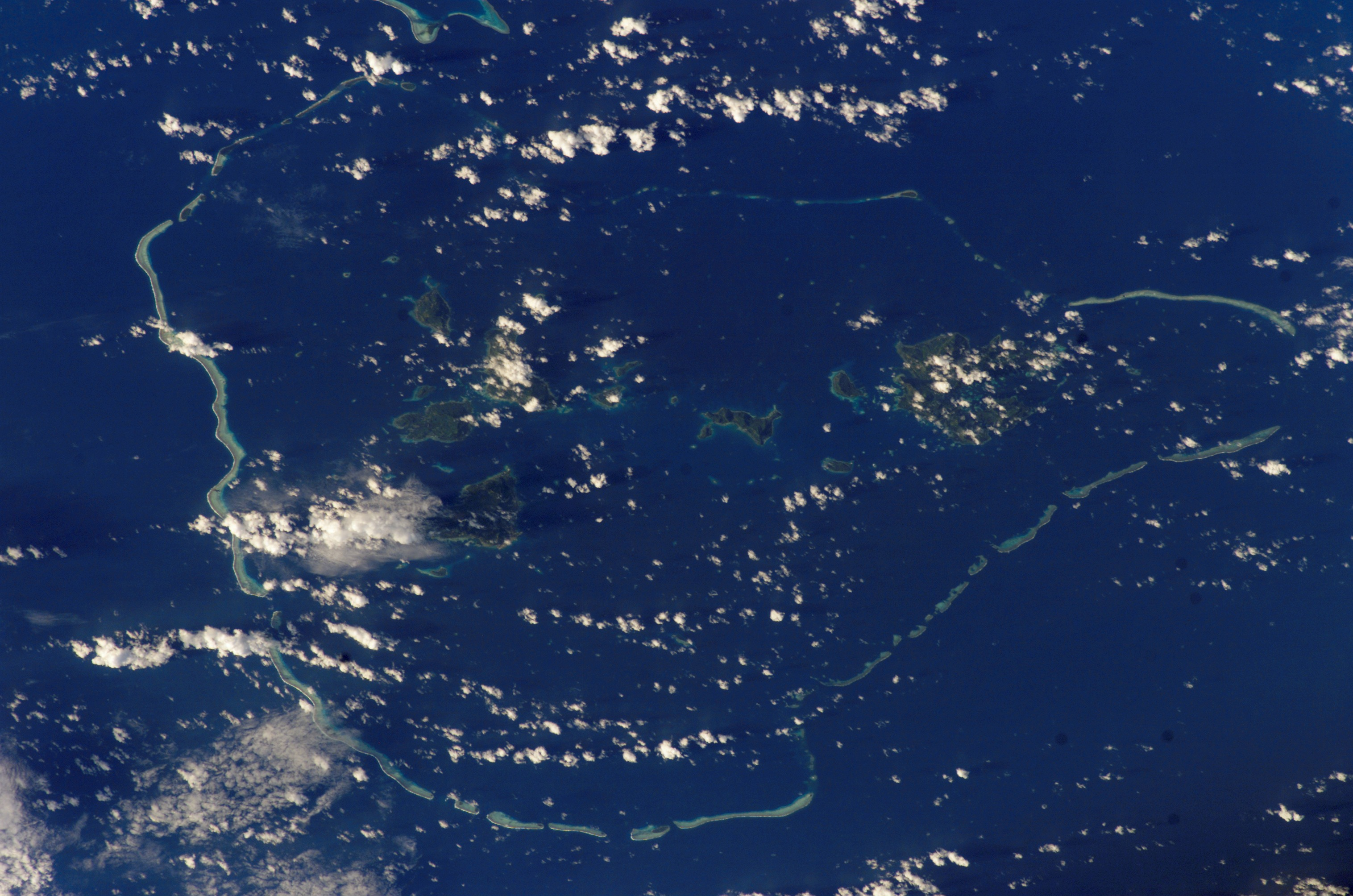
楚克群島

楚克潟湖（英语：Chuuk Lagoon），簡稱楚克（Chuuk），舊稱土魯克環礁或特魯克環礁（英语：Truk Atoll）。它是一個受保護的水體，位處中太平洋，在新幾內亞東北方，並與其相距有1,800（1,100英里）遠，北纬7度线穿過此處，行政區劃裡，它屬於密克罗尼西亚联邦楚克州的一部份。
楚克被周邊約225（140英里）的受保護的珊瑚環礁包圍著，並有一個79乘50（49乘31英里）的天然良港，潟湖面積約為2,130平方（820平方英里）。群島面積約為93.07平方（35.93平方英里），2010年調查時的常住人口有36,158人。群島內最大高度為443公尺。維諾島的維諾市，同時是楚克群島和楚克州的首府。維諾是密克罗尼西亚联邦（FSM）最大的城市，約有12,000人。

## 名稱
「楚克」在楚克語中的意思是山。過去的名稱土魯克（Truk，Ruk的發音錯誤)一直被沿用到1990年。其他的名稱包括有Ruk、 Hogoleu、 Torres、 Ugulat和Lugulus。

## 地理
楚克群島在地理上是組成加罗林群岛的主要部分。此區有11個主島，對應了11個土魯克（Truk lagoon）自治市：托爾島、烏多特島、法拉贝格茨岛、 羅馬島、和法伊丘克群島的埃托島，與摩恩島（Moen，維諾的舊稱）、費凡島、托諾瓦斯島、烏曼島、帕拉姆，以及Namoneas群島的齊斯島。潟湖內還有46個小島，以及41個珊瑚礁裙礁，合稱為今日的楚克群島，是密克罗尼西亚联邦在太平洋的一部分。

## 氣候
| 楚克群島          | 楚克群島  | 楚克群島  | 楚克群島  | 楚克群島   | 楚克群島   | 楚克群島 | 楚克群島   | 楚克群島   | 楚克群島   | 楚克群島   | 楚克群島   | 楚克群島   | 楚克群島      |
| 月份              | 1月       | 2月       | 3月       | 4月        | 5月        | 6月      | 7月        | 8月        | 9月        | 10月       | 11月       | 12月       | 全年          |
| ----------------- | --------- | --------- | --------- | ---------- | ---------- | -------- | ---------- | ---------- | ---------- | ---------- | ---------- | ---------- | ------------- |
| 平均高温 °C（°F） | 30 (86)   | 30 (86)   | 30 (86)   | 31 (87)    | 31 (87)    | 31 (87)  | 31 (87)    | 31 (87)    | 31 (87)    | 31 (87)    | 31 (87)    | 30 (86)    | 31 (87)       |
| 平均低温 °C（°F） | 25 (77)   | 25 (77)   | 25 (77)   | 25 (77)    | 25 (77)    | 24 (76)  | 24 (76)    | 24 (75)    | 24 (76)    | 24 (76)    | 24 (76)    | 25 (77)    | 24 (76)       |
| 平均降水量 mm（） | 230 (8.9) | 170 (6.7) | 220 (8.8) | 310 (12.3) | 360 (14.3) | 300 (12) | 350 (13.7) | 350 (13.9) | 320 (12.6) | 350 (13.6) | 290 (11.3) | 310 (12.1) | 3,560 (140.3) |
| 来源：Weatherbase |           |           |           |            |            |          |            |            |            |            |            |            |               |

## 歷史

### 史前時代
此地何時開始有人類活動還不清楚，但根據在費凡島和Wééné島的考古證據顯示，公元前一至二世紀間已有人類居住。之後大量的人類居住紀錄出現在14世紀間。

### 被殖民時期
第一個做出目擊此地紀錄的歐洲人，是西班牙航海家阿爾瓦羅·德·薩維德拉塞龍（Álvaro de Saavedra Cerón），他在1528年的8月至9月間，於其駕駛的船隻「佛羅里達」（Florida）號發現的；之後的1565年1月18日，另一個西班牙人阿隆索德·阿雷利亞諾（Alonso de Arellano）也曾駕駛「聖·盧卡斯」（San Lucas）號大帆船參訪此地。

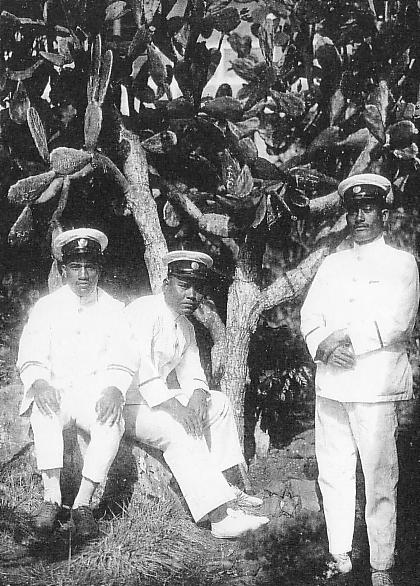
1930年代日屬楚克群島的波利尼西亚人警察。當時楚克群島為日本托管地。

其後，土魯克成為西班牙帝國在加罗林群岛的殖民地一部份。不過到了1899年的《德國和西班牙條約》，土魯克被賣給德意志帝國。第一次世界大戰後，德國戰敗，國際聯盟授權給大日本帝國管治此地。

### 第二次世界大戰

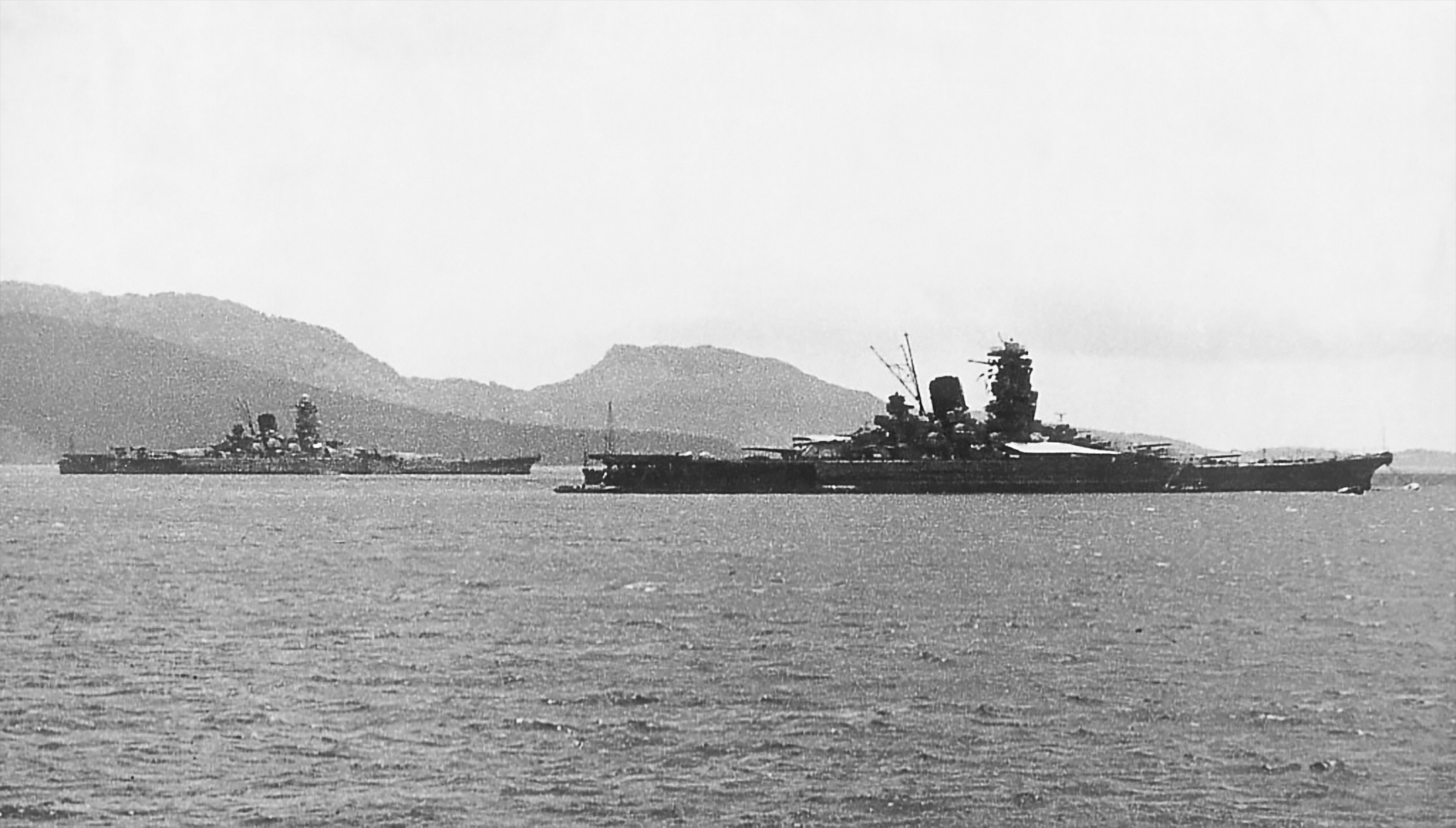
1943年，日本戰艦大和號與武藏號在土魯克下錨。

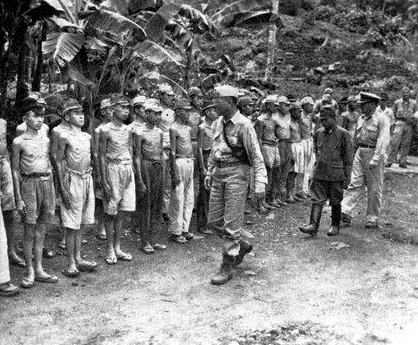
1945年10月，在土魯克向美軍投降的日軍，明顯面臨飢餓。

第二次世界大戰期間，土魯克曾是大日本帝國在南太平洋戰區的主要基地。土魯克在日本特意經營下，作為戒備新幾內亞與所罗门群岛盟軍的重要據點，它也是日本海軍艦隊的前進錨港。
土魯克當時被建設成日軍在太平洋戰區最強大的據點之一。在戰爭期間，日本的土木工程署與海軍建設廳等單位在各島間鋪設了道路，挖戰壕、興建掩體與洞穴 。它有五條飛機跑道，另有一個水上飛機基地，潛艇維修廠，魚雷艇維修廠，以及通信中心與雷達站。而為了保護這些不同的設施，又興建了海岸炮與迫擊砲陣地。日軍在屯駐地有包括了27,856的大日本帝國海軍士兵，由海军中将小林仁指揮，之後由原忠一接任；另外，有16,737 大日本帝國陸軍士兵，由少将伊集院兼信指揮。由於包括天然與人造，厚重的防禦工事，土魯克基地曾被盟軍稱為「太平洋的直布羅陀」。
土魯克是日本海軍艦隊重要的基地之一，海軍的行政中心曾設置在托諾瓦斯島（今日維諾的南方）。大日本帝國海軍的戰艦，航空母艦，巡洋艦，驅逐艦，油輪，貨輪，拖船，砲艇，掃雷艦，登陸艦和潛艇都曾在此地的潟湖下錨。值得一提的是，大和號與武藏號在1943年時曾在此駐紮，以致沒有參與戰鬥。某些人描述土魯克之於日本，相當於美國人的珍珠港。
1944年，作為日本首要海軍基地的土魯克被盟軍海軍空襲摧毀。在空襲前一周，日本事先收到了情報警告，所以他們撤回了大型的軍艦（重型巡洋艦和大型船舶）到帛琉。美軍在佔領馬紹爾群島後的1944年2月17日清晨，以其為基地，發動了對土魯克的空襲。冰雹行動持續了約三天，美國的艦載機擊沉了12艘各式小型日本軍艦（輕巡洋艦，驅逐艦，以及輔助船隻）和32艘商船，而摧毀的275架飛機，主要是停在地面上。其成果致使後人稱土魯克為「世界上最大的船隻墓地」。
攻擊結束後，土魯克已經不構成盟軍在中太平洋的威脅，而在1944年2月18日，美軍大舉入侵埃內韋塔克，征服駐守的日軍守備隊佔領該島後，土魯克也因此失去了任何得到支持與增強兵力的希望。土魯克在之後被盟軍（主要是美國）隔離，因為他們繼續進攻太平洋其他島嶼，如關島，塞班，帛琉和硫磺島。土魯克再次受到攻擊是在1945年的6月12日至16日間，於囚犯行動期間，被一部分的英國太平洋艦隊襲擊。之後，在土魯克與其他中太平洋島嶼的日軍被切斷食物補給，面臨飢餓，最終日本在1945年8月投降。

## 今日

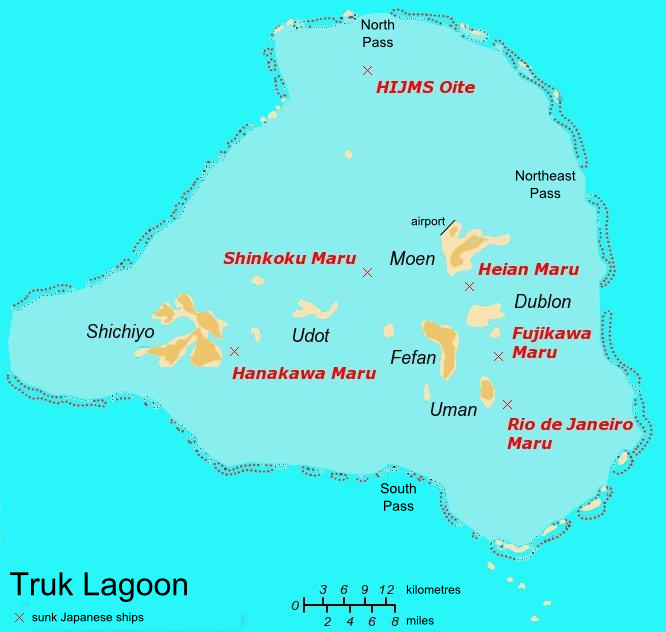
楚克環礁

1969年，威廉·A·布朗和法國海洋學家雅克-伊夫·库斯托和他的團隊探索了土魯克潟湖。接著在库斯托1971年的電視紀錄片中又提到了潟湖和幽靈遺骸，於是當地成為了潛水聖地，因片中的形容描繪，吸引了來自世界各地的沈船潛水愛好者，至此觀看幾乎完好無損，未受破壞的沉船。這些沉船遺骸有時被稱為“特魯克潟湖幽靈艦隊”。沉船主要圍繞在托諾瓦斯島，埃騰島，費凡島和烏曼島等組成特魯克的島嶼，部分沉船躺在清澈的海水不到地表以下15公尺。該水域缺乏正常的洋流，潛水員可以很容易地透過散落甲板的防毒面具和深水炸彈，在甲板下發現人類遺骸的證據。在龐大的沉船殘骸中還可找到殘餘的戰鬥機，坦克，推土機，鐵路車輛，摩托車，魚雷，水雷，炸彈，彈箱，無線電，以及成千上萬的其他武器，零配件等文物。值得一提的是伊169潛艇沈船殘骸，該潛艇曾在1941年參加了偷襲珍珠港。
1973年11月13日，一個在托諾瓦斯島（西班牙語Dublon）土生土長的楚克人Kimiuo Aisek，開始了在密克罗尼西亚群岛首次的潛水作業，他開設了潛水用品店「藍湖潛水店」（Blue Lagoon Dive Shop）。他在17歲時曾經親眼見證1944年2月17至18日間美軍的冰雹行動。1944年之前，他曾做過日本的搬運工人，而且他能講一口流利的日語。2013年11月13日，在藍湖潛水店開業40周年慶之際，由Dianne M. Strong撰寫的Aisek傳記：《見證戰爭：特魯克潟湖的潛水名人Kimiuo Aisek》（Witness To War: Truk Lagoon's Master Diver Kimiuo Aisek）也公開發表。

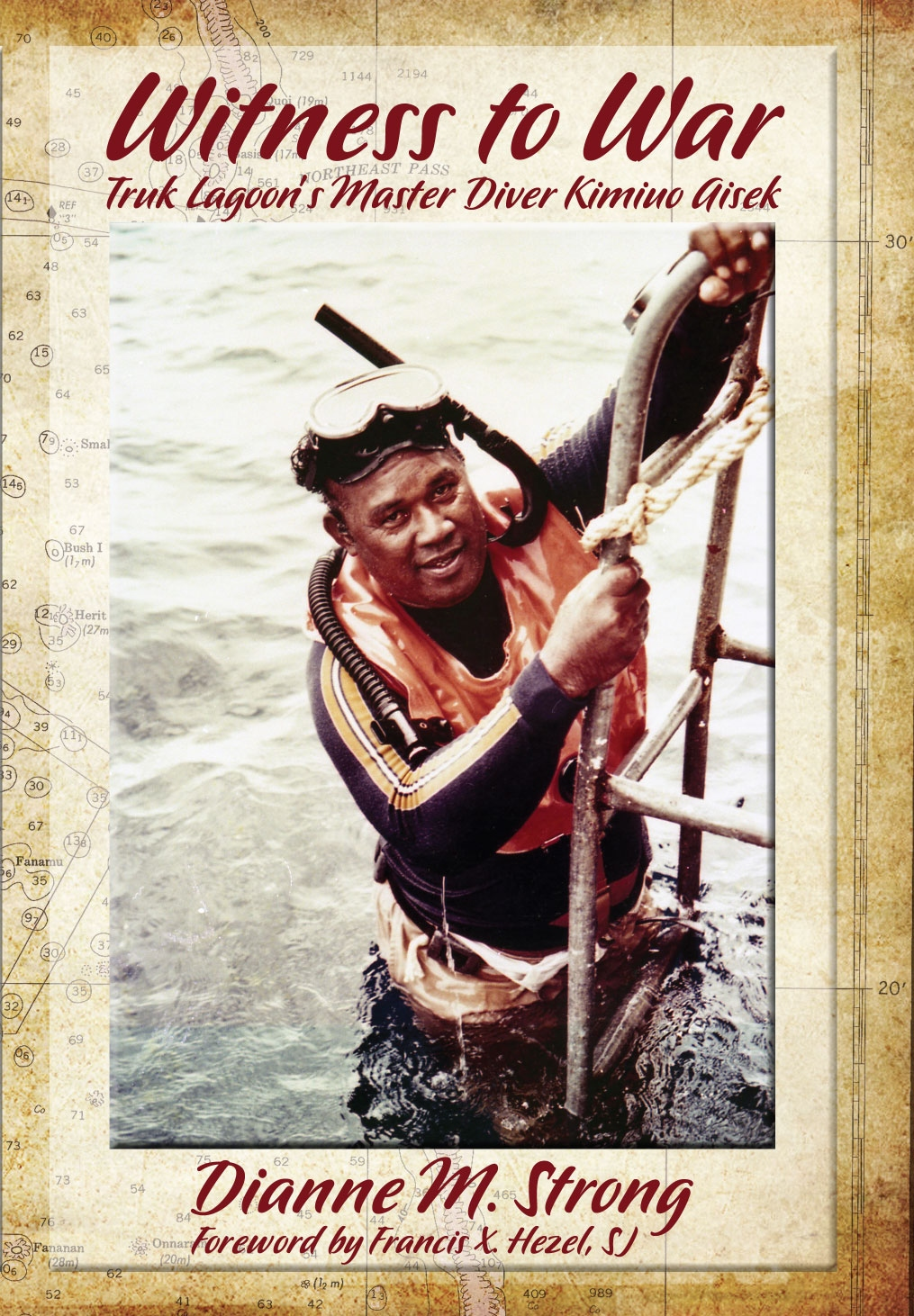
Kimiuo Aisek(1927-2001)，他在2009年已被列入世界潛水名人堂

1998年，Aisek從美國大陸航空手中買下了特魯克洲際酒店（Truk Continental Hotel）。Aisek是最早提出尊重沈船殘骸作為墓地，並加以保護的人，他也是特魯克潟湖國家紀念區（Truk Lagoon National Monumenthad ）的倡議人。1972年，特魯克區議會（Truk District Legislature）通過將特魯克潟湖作為紀念區。
Aisek接待過許多名人，他被稱為殘骸尋找者和潛水導遊。他在2001年1月去世，享年73歲。2009年，Aisek成為首位死後被追認為國際水肺潛水名人堂的潛水員。。
由於珊瑚覆滿沉船，因而吸引了多樣化的海洋生物，包括蝠鱝，海龜，鯊魚和珊瑚。2007年，一個名為地球觀察的團隊在此記錄到了266種珊瑚魚 ，並在2006年發現了瀕危的鹿角珊瑚 。
2011年4月12日，澳大利亞廣播公司（ABC）的電視節目「驻外记者报道」指出，在此處沉沒的大量日本軍艦因為年久鏽蝕，即將釋放出數萬噸的石油，會嚴重影響當地的珊瑚礁生態。報導並稱，此災難可比擬阿拉斯加港湾漏油事件。 然而環保組織認為，1944年時的日本，戰爭已呈敗象，船隻可能獲得相對較少的燃油補給，部分油料可能存放在掩體中。他們同時向日方研究人員諮詢，以確認這些廢船有多少燃料，特別是其中有三艘沈船是油輪。

## 經濟和基礎設施
當地大部分的道路和運輸系統曾因為缺乏資金而失修。不過聯邦政府已經在近年提出了廣泛的基礎設施的重建計劃，預計經由五期工程改善下水道、給水管和排水系統；政府並計畫在最大城市維諾鋪設寬10"的混凝土路面。最終招標已在2008年年底完成，2009年6月開始建設第一期工程，2012年開始第二期。
計程車費用依照距離不同，約為美金1至2元間，從機場開車到度假村和潛水店需要35分鐘以上，雖然距離不到5英里。 楚克國際機場（IATA機場代碼  TKK)的管理中心在維諾島。目前往來航班由聯合航空服務，其前身為密克羅尼西亞大陸航空，當地人稱之為Air Mike。
當地的州政府經營一家廣播電臺，島際之間的通信往往透過民用波段无线电台來進行。在楚克，電話服務是有限的，不過蜂窝网络系統已在潟湖一些島嶼內和外島開始建立。2010年5月起，在維諾已可使用包月制的ADSL網路存取服務。
旅遊業，尤其是導覽遊客使用水肺潛水，探索當地特有的沈船，是居民的主要產業。椰子中的椰仁是島上唯一的經濟作物，但產量較少。而大部分離島的居民仍然過著傳統以物易物的自給性經濟生活。

## 外部連結
- Shipwrecks of Chuuk Lagoon （页面存档备份，存于）
- Submarine I-169
- Aviation: From Sand Dunes to Sonic Booms, a National Park Service Discover Our Shared Heritage Travel Itinerary （页面存档备份，存于）
- Chuuk Islands – The Blue and the Black ABC Foreign Correspondent
- Kimiuo Aisek Memorial Museum in Chuuk （页面存档备份，存于）